# Los Troncos
Los Troncos ist eine Ortschaft im Departamento Santa Cruz im Tiefland des südamerikanischen Anden-Staates Bolivien.

## Lage im Nahraum
Los Troncos ist viertgrößter Ort im Landkreis (bolivianisch: Municipio) Cuatro Cañadas in der Provinz Ñuflo de Chávez. Die Ortschaft liegt auf einer Höhe von 255 m inmitten eines sanften Hügellandes achtzehn Kilometer östlich des Río Grande. Nächstgelegene Städte sind San Julián (18 km) im Norden und Okinawa I (30 km) im Westen.

## Geographie
Los Troncos liegt im bolivianischen Tiefland in der Region Chiquitania, einer in weiten Regionen noch wenig besiedelten Landschaft zwischen Santa Cruz und der brasilianischen Grenze.
Das Klima der Region ist ein semi-humides Klima der warmen Subtropen. Die monatlichen Durchschnittstemperaturen schwanken im Jahresverlauf nur geringfügig zwischen 21 und 22 °C (siehe Klimadiagramm San Ramón) in den Wintermonaten Juni und Juli mit kräftigen kalten Südwinden, und 26 bis 27 °C von Oktober bis März.
Die jährliche Niederschlagsmenge liegt im langjährigen Mittel bei etwa 1000 mm, die vor allem in der Feuchtezeit von November bis März fällt, während die ariden Monate von Juli bis September Monatswerte zwischen 25 und 50 mm aufweisen.

## Verkehrsnetz
Los Troncos liegt in einer Entfernung von 128 Straßenkilometern nordöstlich von Santa Cruz, der Hauptstadt des Departamentos.
Von Santa Cruz aus führt die asphaltierte Fernstraße Ruta 4 über 57 Kilometer in nördlicher Richtung über Warnes nach Montero. Hier trifft sie in Guabirá auf die Ruta 10, die in östlicher Richtung über Okinawa I nach weiteren 71 Kilometern Los Troncos erreicht. Die Ruta 10 führt dann weiter nach San Ramón, Concepción, Santa Rosa de Roca und San Ignacio de Velasco und weiter entlang der brasilianischen Grenze über San Vicente de la Frontera nach San Matías.
In Los Troncos zweigt die Fernstraße Ruta 9 nach Süden von der Ruta 10 ab, die das gesamte Tiefland in Nord-Süd-Richtung durchquert, von Guayaramerín ganz im Nordosten des Landes über Santa Cruz bis hin nach Yacuiba im Süden an der Grenze zu Argentinien.

## Bevölkerung
Die Einwohnerzahl der Ortschaft ist im vergangenen Jahrzehnt um etwa ein Drittel zurückgegangen:
| Jahr | Einwohner         | Quelle       |
| ---- | ----------------- | ------------ |
| 1992 | keine Detaildaten | Volkszählung |
| 2001 | 431               | Volkszählung |
| 2012 | 332               | Volkszählung |